# Протоисторија
Протоисторија  је појам који се односи на историјски период између праисторије и историје, током којег култура или цивилизација још није развила писање, али су друге културе већ приметиле и забележиле њено постојање у својим списима. На пример, у Европи, Келти и германска племена су припадала протоисторији, јер су почели да се појављују у грчким и римским списима.
Протоисторија се може односити и на период транзиције између појаве писмености у друштву и настанка списа првих историчара.
Такође се може односити на период у којем су пронађена фрагментарни или екстерни историјски документи, не нужно укључујући развијен систем писања.

## Хронологија
Као и код праисторије, одређивање када се култура може сматрати праисторијски или протоисторијском, је понекад тешко за археологе. Подаци се знатно разликују од културе до културе, региона до региона, па чак и од једног система рачунања времена до другог.
У свом најједноставнијем облику, протоисторија следи исту хронологију као праисторија, на основу технолошког напретка одређеног народа у вези металургије:
- Бакарно доба
- Бронзано доба
- Гвоздено доба

## Цивилизације и народи
Најпознатије протоисторијске цивилизације и етничке групе су оне за које је термин првобитно скован: варварска племена. Многе од ових народа, наравно, такође пролазе кроз периоде праисторије и историје.